# Speed (chanson)
Pour les articles homonymes, voir Speed.
Singles de Zazie
Faut pas s'y fier
(2016) L'Essenciel
(2018)
Pistes de Essenciel
Waterloo
(2)
Speed est une chanson interprétée par Zazie, sortie le 25 mai 2018. Elle est écrite et composée par Zazie et co-composée et produite par Édith Fambuena. 
C'est le premier single extrait de l'album Essenciel.
Le morceau présente la particularité de commencer sur un tempo très lent, et de s'accélérer progressivement jusqu'à un rythme de « transe techno électro ».

## Thème
Selon ses propres termes, dans une interview accordée au journal Le parisien en avril 2019, Zazie explique que sa chanson est envisagée « comme un massage cardiaque ». Elle y aborde plusieurs thèmes : ce qui pourrait sembler l'état d'inactivité d’une personne, de son effacement, son réveil.
La narratrice encourage l'individu à persévérer, à avancer et faire battre son cœur.

## Liste de titres
| 1. | Speed | Édith Fambuena, Zazie | 3:31 |

## Classements
| Classement (2018-2019)          | Meilleure position |
| ------------------------------- | ------------------ |
| Belgique (Wallonie Ultratip 50) | 7                  |
| France (SNEP)                   | 49                 |
| France (SNEP Radio)             | 28                 |
| France (SNEP Streaming)         | 89                 |
| France (SNEP Téléchargement)    | 2                  |
| Suisse (Charts Romandie)        | 9                  |

## Historique de sortie
| Pays                  | Date        | Format                                       | Label |
| --------------------- | ----------- | -------------------------------------------- | ----- |
| France / Monde entier | 25 mai 2018 | Téléchargement, streaming, CD single (promo) | 6&7   |